# Canon (Géorgie)
Pour les articles homonymes, voir Canon.
Canon est une ville américaine située dans les comtés de Franklin et de Hart, en Géorgie. Selon le recensement de 2020, sa population est de 643 habitants.